# Saint-Doulchard

Saint-Doulchard este o comună în departamentul Cher, Franța. În 1 ianuarie 2022 avea o populație de 9.650 de locuitori.